# フランチェスコ5世 (モデナ公)
フランチェスコ5世（イタリア語: Francesco V、1819年6月1日 - 1875年11月20日）は、モデナ＝レッジョ公（在位：1846年 - 1859年）。オーストリア＝エステ大公、ハンガリー王子およびベーメン王子。フランチェスコ4世の長男。
全名はドイツ語でフランツ・フェルディナント・ゲミニアン（Franz Ferdinand Geminian）、イタリア語でフランチェスコ・フェルディナンド・ジェミニアーノ（Francesco Ferdinando Geminiano）。

## 概要
1819年6月1日、フランチェスコ4世とその妃であったサルデーニャ王ヴィットーリオ・エマヌエーレ1世の王女マリーア・ベアトリーチェの間に第二子としてモデナで生まれた。1846年、モデナ公位を継承した。当時のモデナでは争乱が頻発しており、フランチェスコ5世は身を守るためにオーストリア帝国に駐留軍を求めたが、1848年革命で争乱がさらに大きくなり、3月20日に家族とともにマントヴァに逃亡した。父と同じく政治に介入、自由主義と疑われた者を全員訴えた。1859年、オーストリアがマジェンタの戦いで敗れると、フランチェスコ5世は軍を率いてサルデーニャ王国と戦おうとしたが、逆に公国を併合され、フランチェスコ5世はオーストリアに移住した。

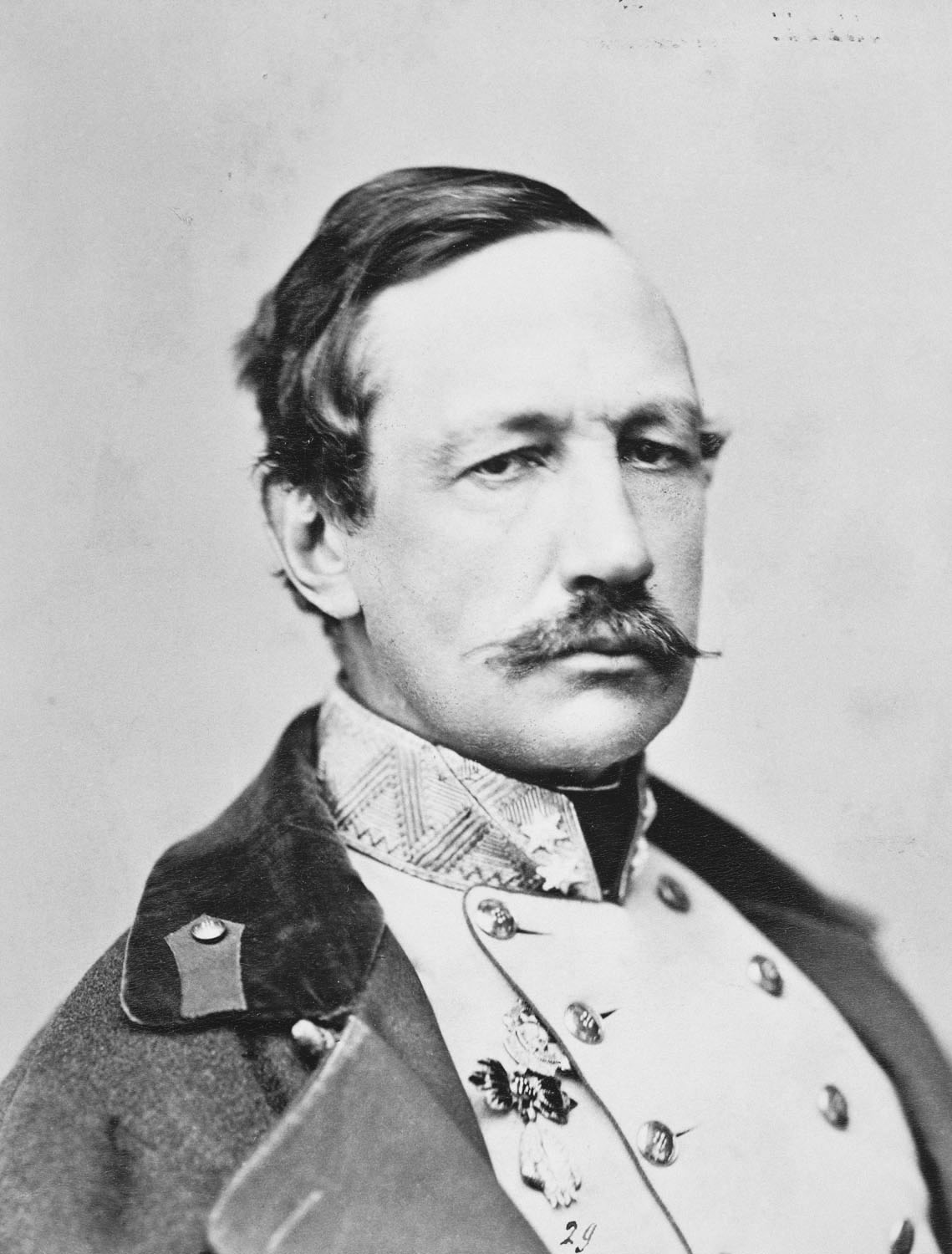
晩年のフランチェスコ5世、（1870年撮影）

1875年、フランチェスコ5世はウィーンで死去した。遺骨はウィーンのカプツィーナー教会にある皇帝納骨所（カイザーグルフト）に収められている。
唯一の実子アンナ・ベアトリーチェが早世したため、エステ家とハプスブルク＝ロートリンゲン家の血を引く家系はフランチェスコ5世で絶え、オーストリア＝エステ大公の称号と名目上のモデナ公位は遠縁のフランツ・フェルディナント大公に継承された。

## 子女
フランチェスコ5世は1823年3月19日にミュンヘンでバイエルン王ルートヴィヒ1世の王女アーデルグンデと結婚した。彼女との間には以下の一女をもうけた。
- アンナ・ベアトリーチェ・テレーザ・マリーア（1848年 - 1849年） - 夭折